# Phuopsis
Phuopsis é um género botânico pertencente à família Rubiaceae.

## Espécies
- Phuopsis stylosa

1. ↑  «Phuopsis — World Flora Online». www.worldfloraonline.org. Consultado em 19 de agosto de 2020